# Sturm und Drang
Sturm und Drang (prijevod s njemačkog “Oluja i nagon”), pokret u njemačkoj književnosti od 1770. – 1785., nazvan prema drami njemačkog književnika Klingera.
Pokret predstavlja prekid s prosvjetiteljstvom i nagovještava dolazak romantizma.
Pristalice pokreta nazivali su se Mladi geniji, smatraju da književnost mora biti izraz nesputanih osjećaja i strasti, zagovaraju povratak prirodi, provode oštru kritiku društvenog sustava, zagovaraju načelo slobode stvaralaštva.
Od književnih rodova dominiraju lirika koja proizlazi iz doživljaja i drama koja proizlazi iz bunta i želje za slobodom.
Sturm und Drang bio je kulturni pokret koji je nagovjestio njemački romantizam u okvirima književnosti, kulture i filozofije. Ova epoha je najpoznatija po Goetheovom romanu Patnje mladog Werthera (1774.), i Schillerovoj drami Razbojnici (1781.) Kroz pokret Sturm und Drang, mlađa generacija njemačkih književnika se buni protiv starih konvencija i književnih pojmova.

## Predstavnici
- Johann Wolfgang Goethe
- Friedrich Schiller
- Jakob Michael Reinhold Lenz
- Friedrich Maximilian Klinger
- Gottfried August Bürger
- Heinrich Wilhelm von Gerstenberg